# Pfaffenbrief
De Pfaffenbrief was een verdrag dat op 7 oktober 1370 werd gesloten tussen zes van de destijds acht deelstaatjes (kantons) van het Oude Eedgenootschap, te weten Zürich, Luzern, Zug, Uri, Schwyz en Unterwalden. Alleen Bern en Glarus deden niet mee met deze overeenkomst. Door Zwitserse geschiedschrijvers wordt dit verdrag samen met de Sempacherbrief van 1393 en de Stanser Verkommnis van 1481 als een zeer belangrijke mijlpaal in de geschiedenis van de eenwording van Zwitserland gezien. 

## Achtergrond
De rechtstreekse aanleiding voor het sluiten van dit verdrag was het feit dat dat Bruno Brun, de proost van Grossmünster die in dienst was van het huis Habsburg, een maand eerder Peter von Gundoldingen gevangen had gezet en vervolgens zelf was verbannen. Binnen de confederatie was men bevreesd dat Brun een beroep zou doen op het gerechtshof van het Heilige Roomse Rijk. Ook wilde men soortgelijke conflicten in de toekomst liever vermijden.

## Inhoud
In het verdrag verklaarden de kantons voor het eerst een territoriale eenheid te vormen, die ze aanduidden met de term unser Eydgnosschaft (Eidgenossenschaft). Ook werd in dit verdrag het gezag van de lokale geestelijke (de Pfaffen) ondergeschikt gemaakt aan dat van de overheid, werden onderlinge vetes verboden en kwamen de partijen overeen dat ze onderling de vrede zouden bewaren.